# 티메아 바친스키

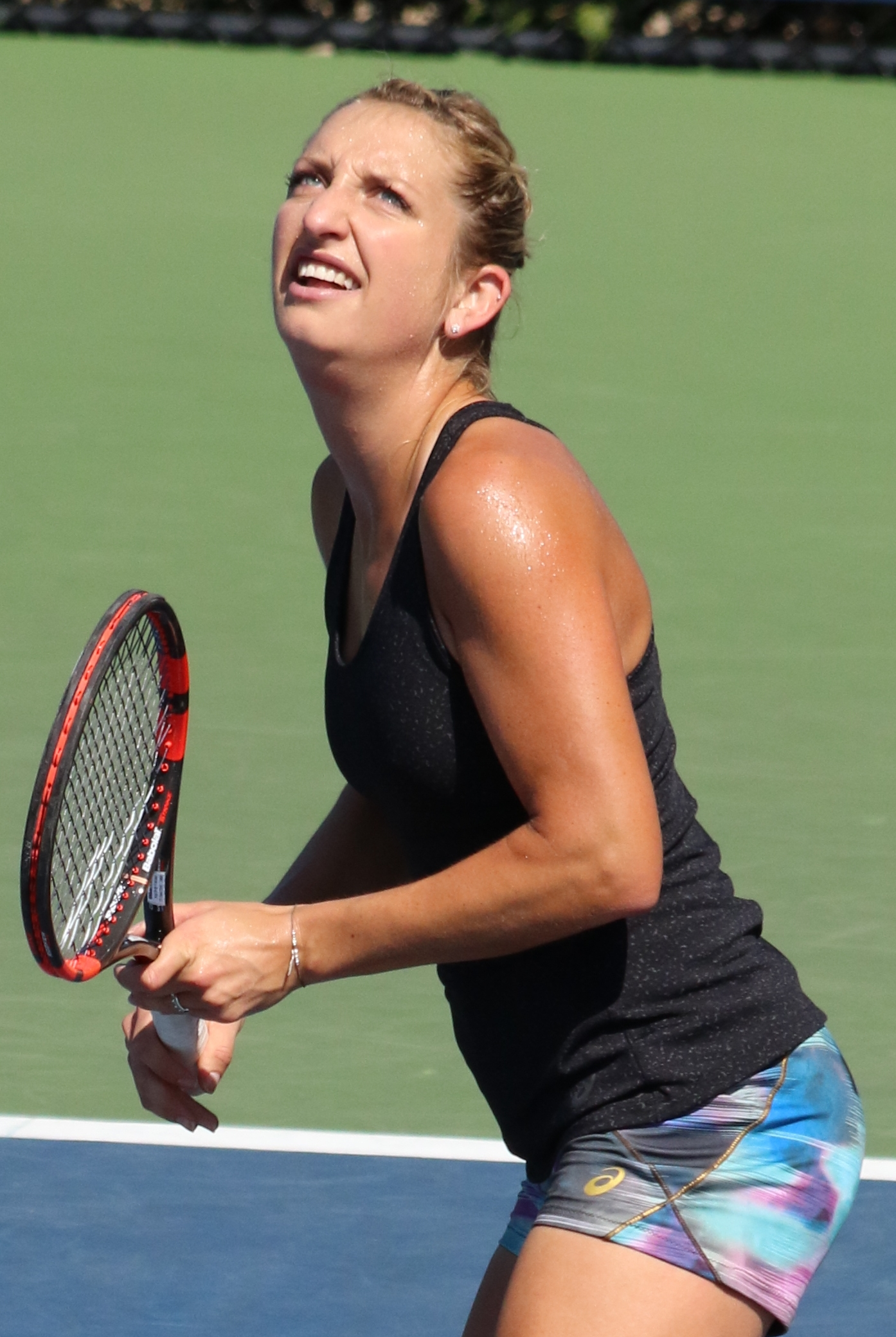
2016년 US 오픈에서의 바친스키 선수

티메아 바친스키(프랑스어: Timea Bacsinszky, 1989년 6월 8일 ~ )는 스위스의 프로 테니스 선수이다. 프랑스어권인 로잔 출신이다. 루마니아 출신의 테니스 코치였던 헝가리인 아버지와 헝가리 출신의 치과 의사였던 어머니 사이에서 태어났다.